# Сергий (Мельников)

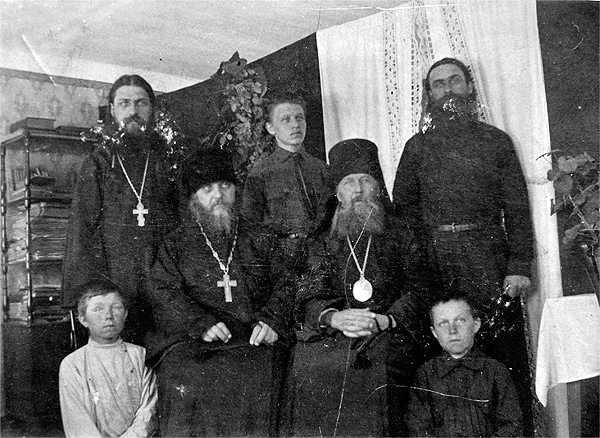
Епископ Сергий (Мельников) и любимское духовенство. 1925 год.

Епископ Сергий (Мельников; 1856 — 12 декабря 1934) — епископ Русской православной церкви, епископ Любимский, викарий Ярославской епархии.

## Биография
В списке архиереев, составленным митрополитом Серафимом (Александровым), указано, что он окончил духовную семинарию.
Согласно данным митрополита Мануила (Лемешевского), хиротонисан 16 (29) ноября 1925 года во епископа Любимского, викария Ярославской епархии, что не согласуется с местной церковной летописью, которую вели священнослужители города Любима, согласно которой епископ Любимский Сергий прибыл в город Любим 1 марта 1925 года. Также эта дата не согласуется с приводимой датой поставления во иеромонаха Иерофея (Глазкова), которое епископ Сергий совершил в Любиме 25 мая 1925 года.
Вместе с ним приехал в Любим его иподиакон и ближайший помощник Михаил Гундяев, отец Патриарха Кирилла. Проживал в Любиме в двухэтажном деревянном доме, располагавшемся на пересечении улиц Вологодской и Любимской (впоследствии снесён).
Был большой знаток церковного пения, имел хорошее музыкальное образование, играл на скрипке, и в свободное от богослужений и дел викариатства время собирал в своем доме молодёжь и детей города Любима, и обучал их церковному пению. Создал хор из молодежи и детей, который пел за богослужениями в храмах города Любима. Иподиакон епископа Сергия, Михаил Гундяев, также пел в этом хоре. Многие из состава этого хора продолжали затем петь в единственном незакрытом в советские годы храме города — кладбищенском Спасо-Введенском.
Приютил в Любиме монахов, закрытого в 1924 году Павло-Обнорского монастыря Вологодской епархии, оказавшихся без крова и средств к существованию. Известно, что некоторое время в городе Любиме жили и совершали богослужения в храмах города бывший настоятель монастыря архимандрит Никон (Чулков), а также иеромонах Михаил (Лаков).
Ни один из храмов Любимского викариатства при епископе Сергии не уклонился в обновленческий раскол.
В 1926 году епископ Сергий за свою активную деятельность был сослан в Полторацк (Ашхабад) на три года.
Дальнейшая судьба неизвестна. Согласно данным Мануила (Лемешевского) скончался 12 декабря 1934 года.